# Alba (Missouri)
Alba – miasto w Stanach Zjednoczonych, w stanie Missouri.